# Исканвайя
Исканвайя, Iskanwaya — руины доколумбова города народа пукина на горном хребте на высоте 250 м над рекой Льика и 1,7 км над уровнем моря в 325 км к северу от столицы Боливии города Ла-Пас, на краю Кордильера-Реаль, около небольшого города Аукапата в провинции Муньекас.
По своему размеру и возрасту Исканвайя превосходит Мачу-Пикчу в Перу, однако сохранилась гораздо хуже. Исканвайя возникла во время существования культуры Мольо, предшествовавшей культуре инков. Город был сооружён на двух платформах на площади 0,6 кв. километров. Интересной особенностью города является система снабжения его проточной водой. Обнаружено более сотни крупных зданий, в каждом из которых было в среднем 13 комнат.
По мнению археолога ООН Альваро Фернхольца Хемио, население города составляло 2—3 тысячи человек.